# Nicolás Tivani
Germán Nicolás Tivani Pérez (31 de octubre de 1995) es un ciclista profesional argentino que milita en el equipo Aviludo-Louletano-Loulé.

## Palmarés
2016
- 1 etapa del Tour de San Luis

2017
- 2.º en el Campeonato Panamericano en Ruta sub-23
- 3.º en el Campeonato Panamericano Contrarreloj sub-23
- 1 etapa del Tour de Bulgaria-Norte
- Ruota d'Oro[2]

2018
- Vuelta a Serbia, más 1 etapa

2019
- 1 etapa de la Vuelta a San Juan
- 2 etapas de la Vuelta Ciclista del Uruguay

2022
- Vuelta del Porvenir San Luis, más 2 etapas
- Vuelta a Formosa Internacional, más 2 etapas
- 3.º en el Campeonato de Argentina Contrarreloj
- 3.º en el Campeonato de Argentina en Ruta

2023
- 2.º en el Campeonato Panamericano en Ruta
- Copa Max Ausnit

2024
- 1 etapa de la Vuelta a Portugal

2025
- Vuelta a San Juan,[3] más 1 etapa
- 2.º en el Campeonato de Argentina en Ruta
- 2 etapas de la Vuelta a Portugal y ganador de la clasificación por puntos